# 高橋正明 (気象学者)
高橋 正明（たかはし まさあき） は、日本の気象学者。東京大学名誉教授。

## 人物・経歴
1974年鹿児島大学理学部物理学科卒業。1981年九州大学大学院理学研究科博士課程単位取得退学。1984年九州大学理学博士。1985年九州大学理学部助手。同年日本気象学会山本賞受賞。1991年東京大学気候システム研究センター助教授。数値実験による準2年周期変動の研究が気象学に関する貴重な研究であるとされ、1994年度日本気象学会賞を受賞した。1998年東京大学気候システム研究センター教授。 2010年東京大学大気海洋研究所気候システム研究系教授。2016年定年により退職、東京大学名誉教授となる。

## 受賞
- 1985年 - 1984年度日本気象学会山本賞[7][8]。
- 1995年 - 1994年度日本気象学会学会賞[5][9]。

## 主な著作
- 日本気象学会（編）「赤道中層大気における東西風の半年周期振動のモデル〔英文〕」『気象集誌 : 日本気象学会誌』第62巻第1号、日本気象学会、東京、1984年2月、ISSN 0026-1165、国立国会図書館書誌ID:2980637。国立国会図書館、紙。

- 日本気象学会（編）「過剰反射のないシアー不安定について〔英文〕」『気象集誌 : 日本気象学会誌』第64巻第6号、日本気象学会、東京、1986年12月、ISSN 0026-1165、国立国会図書館書誌ID:3114937。国立国会図書館、紙。

- 日本気象学会（編）「波動 : CISKを使った季節内振動のゆっくりした東方伝播に関する理論〔英文〕」『気象集誌 : 日本気象学会誌』第65巻第1号、日本気象学会、東京、1987年2月、ISSN 0026-1165、国立国会図書館書誌ID:3114974。国立国会図書館、紙。

- 日本気象学会（編）「準2年振動の2次元モデルー1-〔英文〕」『気象集誌 : 日本気象学会誌』第65巻第4号、日本気象学会、東京、1987年8月、ISSN 0026-1165、国立国会図書館書誌ID:3140035。国立国会図書館、紙。

- 日本気象学会（編）「2次元対流モデルを使った梅雨前線に伴う下層ジェットの数値シミュレーション〔英文〕」『気象集誌 : 日本気象学会誌』第67巻第5号、日本気象学会、東京、1989年10月、ISSN 0026-1165、国立国会図書館書誌ID:3254484。国立国会図書館、紙。

- 日本気象学会（編）「GCMを変更した2次元モデルに現れるQBO的な振動について〔英文〕」『気象集誌 : 日本気象学会誌』第71巻第6号、日本気象学会、東京、1993年12月、doi:10.2151/jmsj1965.71.6_641、ISSN 0026-1165、NDLJP:10610944、国立国会図書館書誌ID:3847882。国立国会図書館、デジタル。

- 「数値実験による準2年周期振動の研究（1994年度日本気象学会賞受賞記念講演）」『天気』第42巻第2号、日本気象学会、東京、1995年2月、ISSN 0546-0921、NDLJP:10601689、国立国会図書館書誌ID:3595599。国立国会図書館、デジタル。

- 「はじめに（日本気象学会創立125周年記念国際シンポジウム「次世代の大気科学に期待すること」（2007年度春季大会）の報告）」『天気』第56巻第6号、2009年6月30日、NDLJP:10607991、CRID 1540291245347641088。CiNii Research、紙。

共著
- 日本気象学会（編）「定常散逸赤道波に伴うラグランジュ平均運動-1-〔英文〕」『気象集誌 : 日本気象学会誌』第59巻第6号、日本気象学会、1981年12月、ISSN 0026-1165、国立国会図書館書誌ID:2334643。国立国会図書館、紙。

- 日本気象学会（編）「"鉛直"臨界層近傍につくられる惑星波に伴う平均子午面循環〔英文〕」『気象集誌 : 日本気象学会誌』第58巻第3号、日本気象学会、1980年6月、ISSN 0026-1165、国立国会図書館書誌ID:2182546。国立国会図書館、紙。

- 日本気象学会（編）「定常散逸惑星波に伴うオイラー及びラグランジュ平均運動」『気象集誌 : 日本気象学会誌』第59巻第4号、日本気象学会、1981年8月、doi:10.2151/jmsj1965.59.4_510、ISSN 0026-1165、国立国会図書館書誌ID:2322756。国立国会図書館、紙。

- Richard S. Lindzen、Ka-Kit Tung（著）、日本気象学会（編）「高橋正明著「過剰反射のないシアー不安定について」（本誌64巻1986年）へのコメント及び回答〔英文〕」『気象集誌 : 日本気象学会誌』第66巻、日本気象学会、東京、1988年2月、ISSN 0026-1165、国立国会図書館書誌ID:3164846。国立国会図書館、紙。

- Jong-Jin Baik（著）、日本気象学会（編）「2つの積雲対流パラメタリゼーションのGCMによる感応実験〔英文〕」『気象集誌 : 日本気象学会誌』第73巻第6号、日本気象学会、東京、1995年12月、doi:10.2151/jmsj1965.73.6_975、ISSN 0026-1165、NDLJP:10611185、国立国会図書館書誌ID:3636561。国立国会図書館、デジタル。

- 日本気象学会（編）「3次元セクターモデルに於ける赤道波の振舞い : QBO的な振動との関係、及びT21大循環モデルとの比較〔英文〕」『気象集誌 : 日本気象学会誌』第73巻第6号、日本気象学会、1995年12月、ISSN 0026-1165、NDLJP:10611187、国立国会図書館書誌ID:3636562。国立国会図書館、デジタル。

- 趙 南（著）、日本気象学会（編）「Super- and Sub-Harmonic Responses of Tropical Kelvin Waves to the Heating with a Seasonal Modulation [加熱の季節変化に対する熱帯ケルビン波の高(低)調波応答]」『気象集誌 : 日本気象学会誌』第74巻第1号、日本気象学会、東京、1996年2月、doi:10.2151/jmsj1965.74.1_115、ISSN 0026-1165、NDLJP:10611231、国立国会図書館書誌ID:3924651。国立国会図書館、デジタル。

- 日本気象学会（編）「Equatorial Waves in a General Circulation Model Simulating a Quasi-Biennial-Oscillation [準2年振動を再現した大循環モデルにおける赤道波について]」『気象集誌 : 日本気象学会誌』第75巻第2号、日本気象学会、1997年4月、doi:10.2151/jmsj1965.75.2_529、ISSN 0026-1165、NDLJP:10611397、国立国会図書館書誌ID:4192803。国立国会図書館、デジタル。

- 日本気象学会（編）「1/5セクター・3次元モデルに現れたQBO的な振動について〔英文〕」『気象集誌 : 日本気象学会誌』第73巻第1号、日本気象学会、1995年2月、doi:10.2151/jmsj1965.73.1_131、ISSN 0026-1165、NDLJP:10611079、国立国会図書館書誌ID:3595584。国立国会図書館、デジタル。

- 庭野 将徳（著）、日本気象学会（編）「The Influence of the Equatorial QBO on the Northern Hemisphere Winter Circulation of a GCM [大気大循環モデル（GCM）に現れた赤道準2年振動（QBO）の冬季北半球大循環への影響について]」『気象集誌 : 日本気象学会誌』第76巻第3号、日本気象学会、東京、1998年6月、doi:10.2151/jmsj1965.76.3_453、ISSN 0026-1165、NDLJP:10611525、国立国会図書館書誌ID:4510906。国立国会図書館、デジタル。

- 佐藤 尚毅（著）、日本気象学会（編）「The Interdiurnal Variation of Summer Cumulus Convection over the Kanto Plain in Japan  [夏の関東平野における積雲対流の日々変化]」『気象集誌 : 日本気象学会誌』第77巻第6号、日本気象学会、東京、1999年12月、doi:10.2151/jmsj1965.77.6_1199、ISSN 0026-1165、NDLJP:10611714、国立国会図書館書誌ID:4951294。国立国会図書館、デジタル。